# Nicole Lemaître
Pour les autres personnes ayant le même patronyme, voir Lemaitre.
Nicole Lemaitre, née le 3 janvier 1948, est une historienne française.

## Biographie
Élève de Pierre Goubert et Jean Jacquart, Nicole Lemaitre a soutenu une thèse d'État sur le diocèse de Rodez aux XVe et XVIe siècles.
Elle a été successivement maître assistante, maître de conférences (-1989) puis professeure d'histoire moderne (1989-2010) à l'université Paris 1 Panthéon-Sorbonne. Elle est membre du Centre de recherches en histoire moderne (CRHM).

### Apport à l'histoire moderne
Spécialiste de l'histoire de la première modernité en Europe et notamment de l'histoire du monde rural et de l'histoire comparée des religions, elle a établi plusieurs éditions critiques de textes anciens.
Elle a dirigé les thèses de doctorat de Thierry Wanegffelen, Jean-Marie Le Gall, Benoist Pierre, Thierry Amalou, Ariane Boltanski, Sylvie Mouysset, Anne-Sophie Molinié et Anne-Valérie Solignat entre autres.

## Publications principales

### Ouvrages
- Le Rouergue flamboyant. Clergé et paroisses du diocèse de Rodez (1417-1563), Paris, Cerf, 1988.
- En collaboration, Dictionnaire culturel du christianisme, Paris, Cerf/Nathan, 1994.
- Direction de Histoire des curés, Paris, Fayard, 2002.
- Codirection de Histoire du christianisme. Pour mieux comprendre notre temps, Paris, Seuil, 2007, 468 p.
- Édition de Correspondance du cardinal Georges d’Armagnac, t. I, 1530-1560, Paris, Publications du CTHS (Collection des Documents inédits de l’Histoire de France), 2007.
- Direction de La Mission et le sauvage. Huguenots et catholiques d’une rive atlantique à l’autre (XVIe – XIXe siècle), Paris, Éditions du CTHS / Presses de l’Université Laval, 2009, 399 p.
- L’Europe et les Réformes au XVIe siècle, Paris, Éditions Ellipses, 2008, 390 p.

### Articles
- « Éditer les livres de raison aujourd’hui », dans Les écrits du for privé. Objets matériels, objets édités, dir. M. Cassan, J.-P. Bardet, F.-J. Ruggiu, Limoges, Pulim, 2007, p. 321-326.
- « La formation du clergé en France dans la première modernité » dans Studia borromaica. Saggi e documenti di storia religiosa e civile della prima età moderna, Accademia di San Carlo, Milano, 21, 2007, p. 195-222.
- « L’historien et les jubilés », dans Jubilé et culte marial. Moyen Âge-époque contemporaine, dir. Bruno Maes, Daniel Moulinet, Catherine Vincent, Saint-Etienne, Publications de l’Université de Saint-Etienne, 2009, p. 405-414.
- « Quand les cardinaux inventent le pouvoir culturel », dans Les Cardinaux de la Renaissance et la modernité artistique, dir. F. Lemerle, Y. Pauwels, G. Toscano, Lille, 2009, p. 289-301.
- « Le diplomate et les autres : le vocabulaire de Georges d’Armagnac, ambassadeur de François Ier et Henri II en Italie » et « conclusions » (en russe), dans Religion et ethnicité dans la formation des identités nationales en Europe, Moscou, Indrik, p. 45-56 et 298-301.
- Préface à Pèlerinages et sanctuaires mariaux au XVIIe siècle. Manuscrit du père Vincent Laudun, dominicain, éd. Bruno Maes, Paris, CTHS, avec Catherine Vincent, p. 11-16.

### Préface
- Sylvie Le Clech, Guillaume Budé. L'humaniste et le prince, Paris, Riveneuve.